# Entrevue de Pultumarca

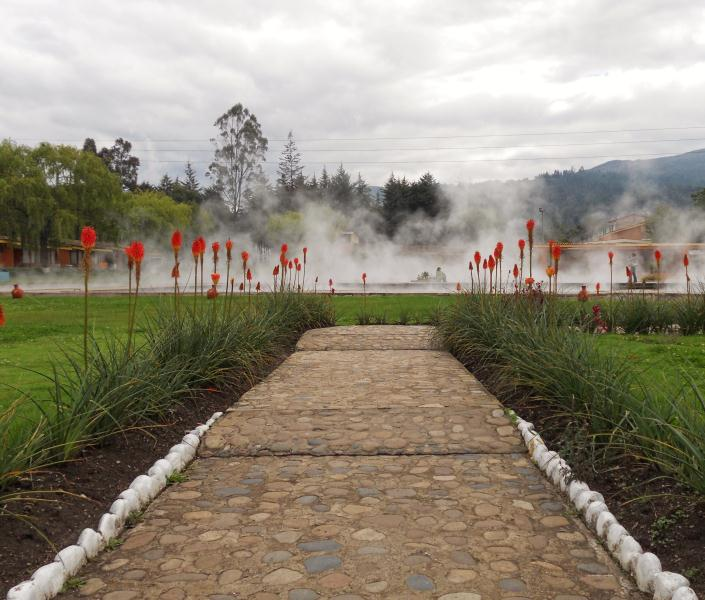
, lieu de l'entrevue.

L'entrevue de Pultumarca est un épisode de la conquête du Pérou qui a lieu le 16 novembre 1532 près de la ville de Cajamarca. Pour la première fois, le sapa inca Atahualpa rencontre les ambassadeurs espagnols envoyés par Francisco Pizarro, Hernando de Soto et Hernando Pizarro. Le 15 novembre, ceux ci transmettent à Atahualpa l'invitation d'aller dîner à Cajamarca avec Francisco Pizarro, Atahualpa accepta l'invitation et entra le lendemain sur la place de Cajamarca avec un large entourage, tombant ainsi dans le piège tendu par les espagnols connu sous le nom de massacre de Cajamarca.

## Contexte
Après avoir vaincu Huascar, Atahualpa s'est rendu à Cajamarca dans le contexte de la guerre civile inca, après avoir appris qu'un peuple étrange (les espagnols) erraient sur la côte nord de son empire. De Cajamarca, Atahualpa invita Francisco Pizarro à le rencontrer, Pizarro accepta l'invitation et se rendit à Cajamarca en traversant les Andes à pied.
Lorsque Pizarro arriva à Cajamarca, la ville était déserte. Les incas se trouvaient à Pultumarca à une lieue de la ville, dans un petit palais construit au milieu des sources thermales (aujourd'hui connu sous le nom de Baños del Inca (es)). L'armée inca (es), composée d'environ 30 000 hommes, était campée à proximité. On pouvait voir au loin une multitude de tentes blanches ce qui aurait pu impressionner les espagnols.

## Les ambassadeurs
Francisco Pizarro a confié à Hernando de Soto la mission d'aller voir Atahualpa afin de l'inviter dîner à Cajamarca avec Pizarro. Pizarro insista beaucoup pour que l'invitation soit transmise de manière courtoise et pacifique, afin d'éviter tout malentendu. Hernando de Soto partit avec 20 cavaliers et l'interprète Felipillo et était déjà à mi-chemin lorsque Pizarro, voyant du haut de l'une des tours de Cajamarca l'impressionnant campement inca, craignit que ses hommes ne soient pris en embuscade et il décida donc d'envoyer Hernando Pizarro ainsi que 20 cavaliers et l'interprète  Martinillo.

## Pultumarca
Pultumarca est actuellement situé dans le district de Baños del Inca (es), dans la province de Cajamarca. C'est une résidence temporaire des incas, très réputée pour ses thermes. Pour y arriver, les Espagnols ont emprunté une route de pierre reliant deux canaux d'eau et aboutissant à une rivière à partir de laquelle le camp inca commencé. Plus au fond se trouvait le palais d'Atahualpa, au milieu d'un pradillo cultivé, doté de deux tours et de quatre salles de pierre, qui entourait un grand étang creusé dans une carrière. 400 incas gardaient le palais d'Atahualpa.

## L'entrevue
Hernando de Soto et ses hommes furent les premiers à arriver devant le palais impérial et, sans descendre de leurs chevaux, envoyèrent Felipillo demander la présence d'Atahualpa. Un orejonou (noble Inca) se trouvait avec le message à côté de son empereur et les espagnols attendaient une réponse. Cependant, le temps passa et Hernando Pizarro arriva, avec quatre espagnols, tous à cheval (le reste des cavaliers était resté aux portes du camp, dans l’attente de ce qui se passait). Sans descendre de l'animal, Hernando Pizarro alla voir Hernando de Soto pour lui demander la raison de son retard. Il a répondu: "Ils me disent qu'Atahualpa est en train de sortir ... mais il ne sort pas". Hernando Pizarro, très en colère, ordonna à Martinillo d'appeler l'Atahualpa, mais personne ne vint. Il s’énerva et les mit en colère en disant « Dites au chien ...! ».
Après la colère d'Hernando Pizarro, un comte ou un noble inca quitta le palais pour observer la situation, puis y retourna pour informer Atahualpa que le même espagnol irascible qui l'avait frappé à Poechos lors du siège du curacazgo de Maizavilca, se trouvait à l'extérieur. En fait, ledit orejonou était Ciquinchara, l'espion envoyé par les Inca pour observer les espagnols, alors qu'ils se trouvaient encore à Poechos (dans l'actuel département de Piura), celui ci subit les foudres d'Hernando Pizarro. Atahualpa marcha vers la porte du palais et s'assit sur un banc rouge, derrière un rideau qui ne laissait voir que sa silhouette.
Immédiatement, Soto s'approcha du rideau, toujours sur son cheval, et présenta l'invitation à Atahualpa, bien qu'il ne l'ait même pas regardé. Il se tourna plutôt vers l'un de ses orejonous et lui murmura certaines choses. Hernando Pizarro, très irascible, s'énerva à nouveau et commença à crier une série de choses attirant l'attention des incas, qui ordonnèrent que le rideau soit enlevé. Pour la première fois, les espagnols purent voir Atahualpa, ils le décrivirent comme un indien d'environ trente-cinq ans, au regard féroce, portant un mascapaicha. Atahualpa regarda en particulier Hernando Pizarro qui l'avait appelé "chien", mais il alla vers Hernando de Soto, lui disant de dire à son patron qu'il irait le voir à Cajamarca le lendemain et qu'ils lui paieraient tout ce qu'ils auraient pris pendant son séjour sur leurs terres.
Hernando Pizarro, se sentant ignoré, dit à Martinillo de dire à Atahualpa qu'il n'y avait pas de différence entre lui et Hernando de Soto car ils étaient tous deux ambassadeurs de Francisco Pizarro. Mais Atahualpa ne broncha pas et prit deux verres d'or, remplis de chicha ou de liqueur de maïs. Hernando de Soto dit à Atahualpa que son compagnon était le frère du gouverneur. Atahualpa ne prêta pas attention à Hernando Pizarro mais finit par lui adresser la parole en lui disant que son capitaine, Maizavilca, l'avait informé de la manière dont il avait humilié plusieurs caciques en les enchaînant et que, d'autre part, il se vanta lui-même d'avoir tué trois chrétiens et un cheval.
Atahualpa, regardant avec dédain les espagnols, se borna à répondre qu'il y avait un cacique qui ne lui obéissait pas et que cela pourrait être l'occasion pour les espagnols d'accompagner les incas dans la guerre qu'ils envisageaient de mener. Hernando Pizarro, loin de garder son sang-froid, lui répondit en
affirmant qu'il n'était pas nécessaire qu'il envoie tous ses hommes car seuls dix espagnols à cheval suffiraient à vaincre n'importe quel cacique.
Ensuite, les Incas offrirent aux Espagnols des verres d’alcool, mais ceux-ci, craignant que la boisson soit empoisonnée, se sont excusés de la prendre en disant qu’ils étaient à jeun. À quoi Atahualpa répondit qu'il était également à jeun et que la liqueur ne rompait en aucun cas le jeûne. Afin que toute crainte puisse se dissiper, l'Inca goûta une gorgée de chacun des verres, ce qui rassura les espagnols, qui burent ensuite de l'alcool. Hernando de Soto, monté sur son cheval, voulut impressionner Atahualpa  et se mit à galoper et à se cabrer juste devant l'inca. Il fut surpris de voir que l'inca était resté inchangé, sans faire le moindre geste de peur. Certains de ces serviteurs montrèrent des signes de peur et furent punis pour cette raison. Atahualpa a ensuite ordonné d'apporter plus de boisson et ils ont tous bu. L'entretien a pris fin avec la promesse d'Atahualpa d'aller rencontrer Francisco Pizarro le lendemain.